# 520 a. C.
El año 520 a. C. fue un año del calendario romano prejuliano. En el Imperio Romano, fue conocido como el año 234 Ab Urbe condita.

## Acontecimientos
- Cartago inicia la conquista del litoral mediterráneo de la península ibérica.[1]
- Cleómenes I sucede a su padre como rey de Esparta.
- El rey aqueménida Darío I ocupa el noroeste de India. El Punyab y el Sind, y pasan a formar la vigésima satrapía, cuyo final llegó en 330 a. C.)
- Los alfareros griegos introducen el método de las figuras rojas, consistente en rellenar el fondo con pintura negra y siluetear las figuras en la superficie roja original.[1]
- Una expedición militar espartana en Cirenaica (520/510 a. C.) es vencida en Tripolitania y después derrotada una segunda vez en Sicilia, donde había intentado establecerse.

## Nacimientos
- Esquilo, dramaturgo ateniense.

## Fallecimientos
- Rey Dao de Zhou
- Rey Jing de Zhou